# Бессі Гендрікс
Бессі Гендрікс (англ. Bessie Hendricks; 7 листопада 1907 — 3 січня 2023) — американська супердовгожителька, вік якої підтверджений Групою геронтологічних досліджень (GRG)та Групою LongeviQuest (LQ). На момент смерті вона була найстарішою живою людиною в США та була 4-ю найстарішою живою людиною у світі, після Люсіль Рандон, Марії Браньяс Морери і Фуси Тацумі. На момент смерті вона була 54-ю найстарішою людиною у світовій історії. Її вік становив 115 років, 57 днів.

## Біографія
Бессі Гендрікс народилася на фермі в окрузі Керролл, за кілька миль на південний схід від Оберна, штат Айова, США 7 листопада 1907 року. Її батьки, Х'ю, іммігрант з Ірландії, та Метті (Кларк) Шаркі разом зі старшими братами та сестрами: Джон, Девід, Лоуренс та Етель.
У віці 5 років Гендрікс пішла до першого класу (дитсадка не було) у сільській школі через дорогу від сімейної ферми.
2 липня 1921 року мати Гендрікс померла від хвороби.
З вересня 1926 року вона чотири роки була викладачкою в сільській школі в районі Лейк-Сіті.
Вона вийшла заміж за старшого брата Арта Пола Гендрікса 27 червня 1930 року.
У пізніші роки Гендрікс була зайнята, допомагаючи своїй сім'ї в різних проектах, включаючи переробку 500 курчат одного літа. Вона також брала активну участь у християнській церкві Вудлона, членом якої є вже 92 роки. У неї дев'ять онуків, 28 правнуків, 42 праправнуки та сім прапраправнуків.
Її чоловік Пол помер 27 травня 1995 року, незадовго до 65-ї річниці їхнього весілля.
Вона стала найстарішою підтвердженою людиною, яка проживає у Сполучених Штатах, після смерті Тельми Саткліфф 17 січня 2022 року.
Бессі Гендрікс була найстарішою відомою людиною, в штаті Айова, США, а також вона була 4-ю живою найстарішою підтвердженою людиною у світі. Вона померла 3 січня 2023 року, у віці 115 років, 57 днів.

## Рекорди довгожителя
- 16 травня 2022 року Бессі Хендрікс увійшла до топ 100 найстаріших людей в історії.
- 7 листопада 2022 року Бессі Гендрікс стала 63-ю людиною яка відсвяткувала 115-річчя.
- Була 4-ю найстарішою живою людиною у світі, чий вік був підтверджений.